# Ouézy
Ouézy è un comune francese nel dipartimento del Calvados nella regione della Normandia.
Questo comune si unì nel 1972 con quello di Cesny-aux-Vignes, formando il nuovo comune di Cesny-aux-Vignes-Ouézy che però dal 1º gennaio 2006 è stato soppresso per ricostituire i comuni originari, così com'erano prima della fusione.

## Società

### Evoluzione demografica
Abitanti censiti